# Real y Venerable Hermandad del Santísimo Sacramento de Mafra
La Real y Venerable Hermandad del Santísimo Sacramento de Mafra, o Real e Venerável Irmandade do Santíssimo Sacramento de Mafra, en portugués, es una asociación pública de fieles de la Iglesia católica con sede canónica en la Basílica de Nuestra Señora y San Antonio del Real Edificio de Mafra, en Portugal, inscrita en la lista del Patrimonio Mundial de la UNESCO el 7 de julio de 2019.
Tiene, entre otras atribuciones, la misión de promover la Fiesta del Corpus Christi y organizar las 4 procesiones de la Cuaresma de la villa de Mafra: la Procesión del Señor de los Pasos (Viacrucis), que se realiza en el segundo Domingo de la Cuaresma; la Procesión de Penitencia de la Tercera Orden de San Francisco (o "de los Terceros"), que se realiza en el cuarto Domingo de la Cuaresma; la Procesión de los Siete Dolores de Nuestra Señora (o de "la Borriquita"), que se realiza en el Domingo de Ramos; y la Procesión del Entierro del Señor, que se realiza en el Viernes Santo.
La Hermandad es poseedora de la camisa usada por Luis XV de Francia en la ceremonia de su consagración, el 25 de octubre de 1722, en la catedral de Reims, que se ofreció al rey Juan V de Portugal, que, a su vez, la ofreció a la Venerable Hermandad de Penitencia de la Tercera Orden de San Francisco de Mafra para vestirse con ella la imagen de San Luis.
Tiene a su guarda la mayor colección de imágenes de vestir de Portugal y posee un importante patrimonio artístico e cultural.
En los últimos años, la Hermandad ha promovido la restauración de su patrimonio artístico, recurriendo a varios técnicos especializados de Portugal y España.
Es, actualmente, junto con las parroquias, la institución más antigua del municipio de Mafra que aún existe.
Es una institución católica de tendencia tradicionalista. El 4 de noviembre de 2017 promovió la visita a Mafra del cardenal conservador Raymond Leo Burke, conocido por ser un opositor del Papa Francisco y partidario de Donald Trump.

## Historia

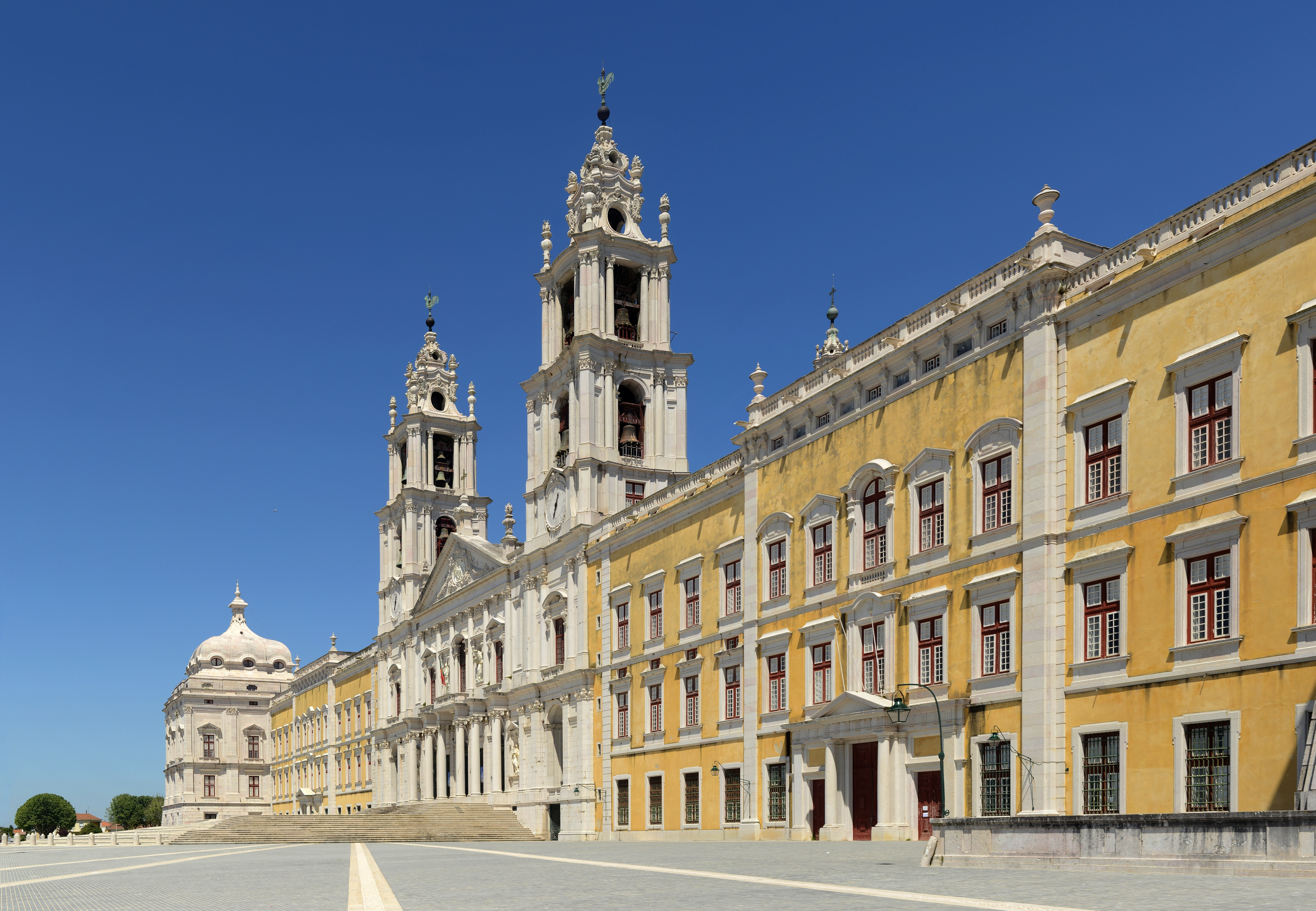
Fachada principal del Real Edificio de Mafra, sede de la Hermandad. En la parte central se encuentra la Basílica de Nuestra Señora y San Antonio.

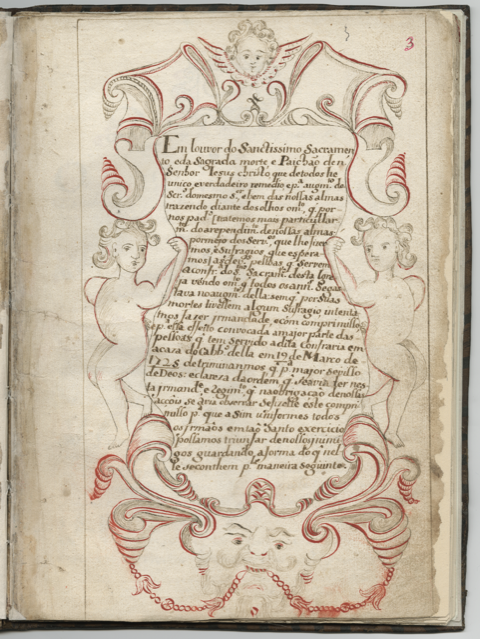
Compromiso de 1725.

La creación de la Hermandad se remonta al siglo XVI, en la iglesia de San Andrés de Mafra.
La primera referencia documental sobre la Hermandad data del 14 de marzo de 1597 y da cuenta de una cláusula del testamento de Jorge Rodrigues, de 1.100 reales para dar a la "Cofradía del Santo Sacramento".
El más antiguo documento de la Hermandad es el compromiso datado el 5 de junio de 1725.
Varias figuras locales y nacionales importantes fueron miembros de la Hermandad, como Tomás Xavier de Lima, decimotercer vizconde de Vila Nova de Cerveira y primer marqués de Ponte de Lima, Secretario de Estado del Reino de Portugal del 1 de abril de 1786 al 15 de diciembre de 1788, y el capitán José Máximo de Carvalho, a quien William Beckford hace referencia en una de sus obras literarias, describiendo la opulencia de su casa.
En 1835, tras la extinción de las órdenes religiosas, la sede de la Hermandad pasó a la Basílica de Nuestra Señora y San Antonio, en Mafra, y fue instalada en el antiguo corredor de los novicios, por invitación de la reina María II de Portugal.
En 1866 recibió del Gobierno Civil el patrimonio de la extinta Venerable Hermandad de Penitencia de la Tercera Orden de San Francisco y, más tarde, recibió también el de la extinta Hermandad del Señor de los Pasos de Mafra.
En 1953, tras el regreso de la procesión de los Siete Dolores de Nuestra Señora, se entregó a la hermandad "el patrimonio y la responsabilidad de la organización anual de la procesión".

## Condición de Real Hermandad
La Hermandad, además de tener su sede en la Real Basílica de Nuestra Señora y San Antonio de Mafra desde 1835, ha estado bajo la protección de los reyes de Portugal hasta la proclamación de la República, el 5 de octubre de 1910. El último rey de Portugal, Manuel II, fue "juiz" honorario y perpetuo de la Hermandad.

## La Hermandad y los órganos de la Real Basílica de Mafra

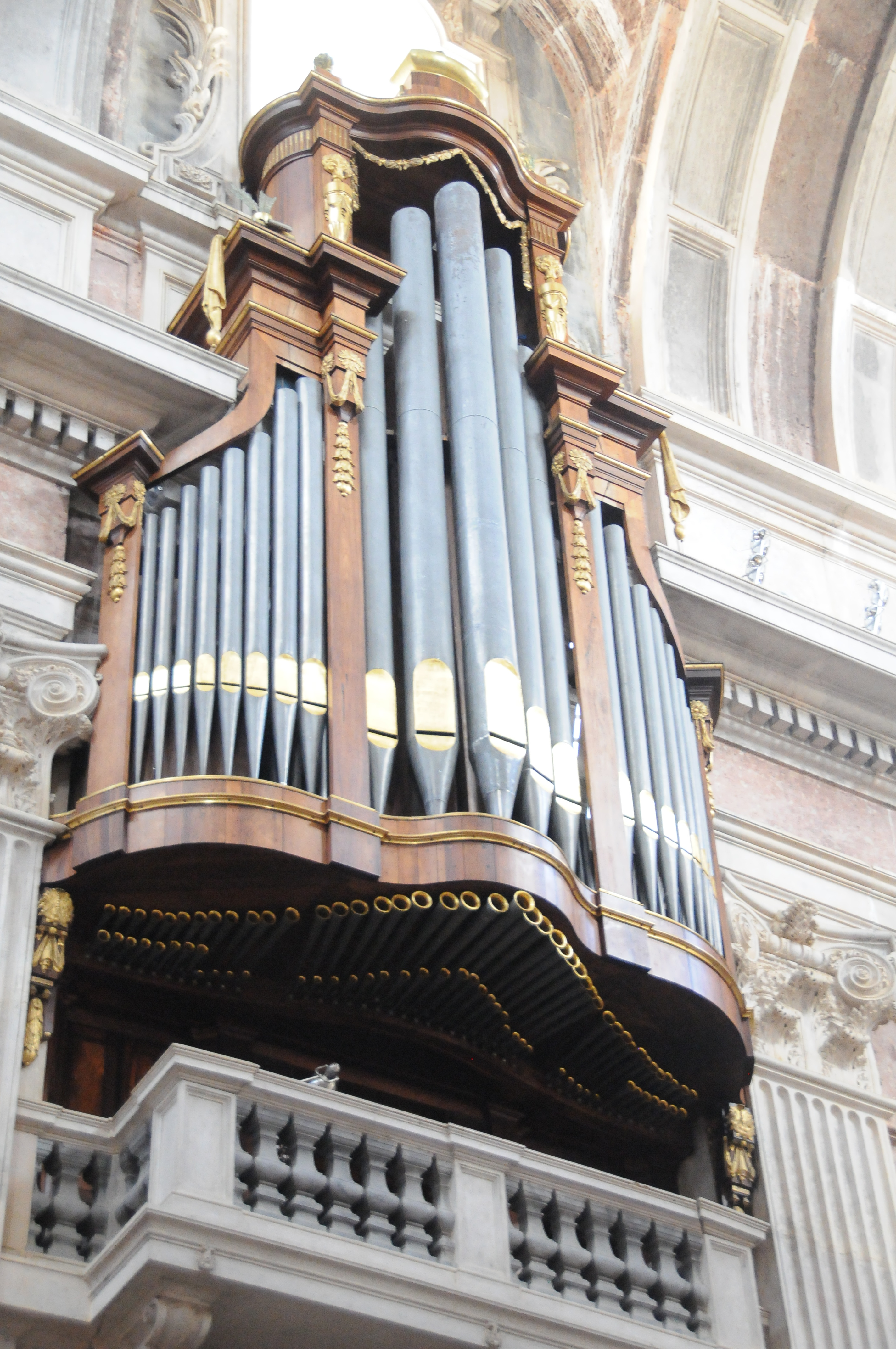
Uno de los seis órganos de la Real Basílica de Mafra.

Tras la extinción de las órdenes religiosas y el cierre del Convento de Mafra en 1834, la Hermandad se preocupó de mantener los órganos de la Real Basílica en buenas condiciones para ser tocados durante las celebraciones litúrgicas.
A través de los archivos de la Hermandad, podemos conocer la actividad litúrgica y musical que tuvo lugar en la Basílica de Mafra en el período posterior a las guerras liberales.
Sebastião Gomes de Lemos, responsable de los órganos de la Basílica, fue admitido como hermano de la Hermandad en 1838. La documentación del archivo indica que fue residente en el Palacio y que estaba exento de contribuciones a la Hermandad, trato que constituye una excepción y que parece ser, más bien, una compensación por el trabajo realizado como organero (y, posiblemente, como organista).
Los diarios y libros de gastos del archivo de la Hermandad muestran varios registros de pagos a organistas y cantantes, así como otros gastos relacionados con el componente musical de las ceremonias religiosas, fechados entre 1835 y 1880.
El análisis de esta documentación muestra el destacado papel que fue desempeñado por la Hermandad en la liturgia mafrense después de la extinción del Convento. Su intervención fue fundamental en el componente musical y organístico de las celebraciones litúrgicas a lo largo del siglo XIX.
En la actualidad, los órganos de la Basílica Real de Mafra todavía se tocan en algunas de las celebraciones organizadas por la Hermandad.

## Insignia
El escudo de la Hermandad está compuesto de dos particiones. En el primero, la Virgen entregando el Niño a San Antonio, en recuerdo de los patronos de la Basílica de Mafra (la Virgen y San Antonio). El segundo contiene la custodia del Santísimo Sacramento. El escudo está superpuesto  al conopeo basilical. Coronando el todo, una corona real cerrada, por gozar de título de real hermandad.

## Imagen de Nuestra Señora de la Soledad

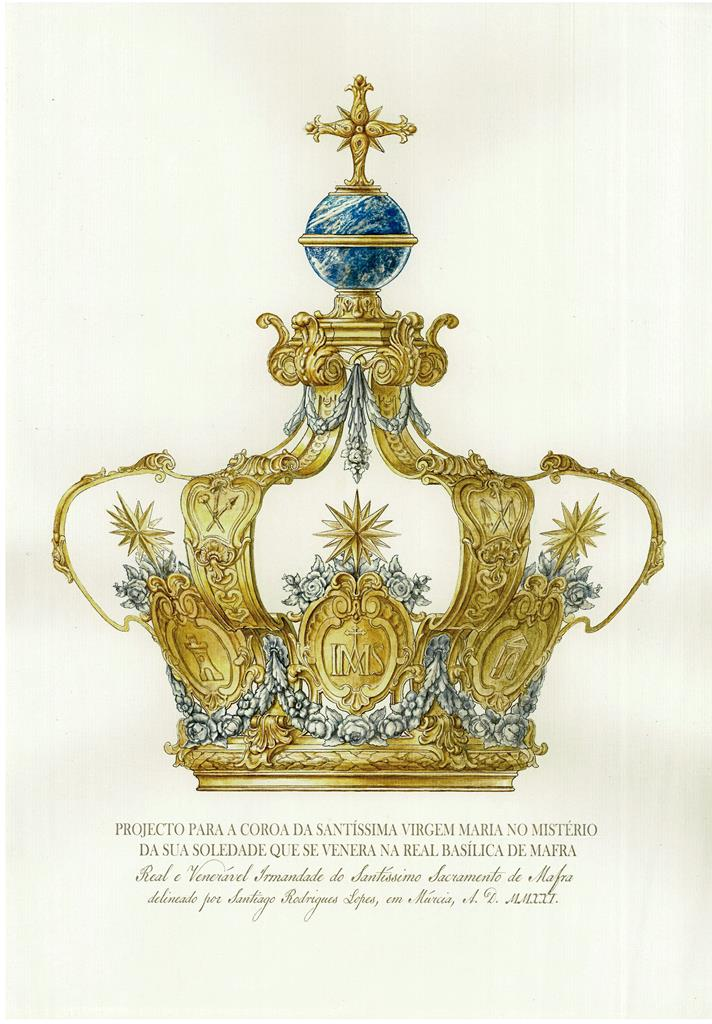
Diseño de la corona de Nuestra Señora de la Soledad.

Durante los trabajos de restauración realizados en enero de 2018, se descubrieron siete documentos manuscritos en el manto de la imagen de Nuestra Señora de la Soledad. Todos ellos estaban doblados en cuatro partes y fueron cosidos en el interior del manto. Los manuscritos muestran siete peticiones realizadas a Nuestra Señora de la Soledad por siete mujeres diferentes. Se presupone que estas eran las costureras y bordadoras del manto.
Por decreto del 10 de noviembre de 2020, el Papa Francisco concedió a la Hermandad la coronación canónica de su imagen de Nuestra Señora de la Soledad, expuesta al culto en la Basílica de Mafra. La imagen fue realizada en 1773, representando a la Virgen María entre la muerte y la resurrección de su Hijo.
Esta es la tercera imagen mariana que ha recibido la coronación pontificia en Portugal. Los dos anteriores fueron: el de Nuestra Señora de Sameiro, en Braga, el 12 de junio de 1904, por el nuncio apostólico, Mons. Giuseppe Macchi, delegado especial del Papa Pío X; y el de Nuestra Señora de Fátima, el 13 de mayo de 1946, por el Cardenal Masella, legado pontificio.
El 13 de diciembre de 2020, con motivo del acto y en honor al Pontífice, el carillón de la torre sur de la Basílica de Mafra tocó la Marcia Pontificale.
El diseño de la corona es del artista murciano Santiago Rodríguez López.
La imagen fue coronada el 17 de septiembre de 2023, durante el IV Foro Paneuropeo de Hermandades y Cofradías, que en 2023 tuvo lugar en Mafra.

## Las tradicionales procesiones de Cuaresma

Imagen del Señor Jesús de los Pasos de Mafra.

Las procesiones de Cuaresma de Mafra son un conjunto único en el país y una de las más originales y relevantes manifestaciones culturales de la grandeza y del prestigio que Mafra alcanzó en el siglo XVIII. Estas ceremonias mantienen esencialmente las características conferidas en el período barroco, mejoradas con el tiempo con intervenciones ocasionales de conservación y restauración, así como algunas revitalizaciones, que en sí mismas son capítulos enriquecedores de su historia.
Además de los vínculos con el período de construcción del Real Edificio de Mafra, y con destacados artistas que vivieron en Mafra y que dejaron su nombre en la Historia del Arte en Portugal, sigue existiendo un rico patrimonio inmaterial asociado con estas manifestaciones de piedad, conservado por la Hermandad.
Estas celebraciones constituyen una expresión relevante de la cultura religiosa que forma parte de la identidad local. Por este motivo, las procesiones de la Cuaresma de Mafra fueron declaradas “Patrimonio Cultural Inmaterial de Interés Municipal” por el proprio Ayuntamiento.

#### Procesión del Señor Jesús de los Pasos de Mafra (Viacrucis)
Es una de las expresiones de piedad más antiguas de Mafra, surgida en la antigua Colegiata de San Andrés de Mafra, probablemente en el siglo XVII. Se lleva a cabo el segundo Domingo de Cuaresma y también se denomina Procesión del Encuentro, ya que era compuesta por dos procesiones que se unían en cierto punto del curso.
La Procesión del Señor Jesús de los Pasos partía de la basílica del Real Edificio de Mafra y la de Nuestra Señora partía de la capilla del Campo Santo, también en el Real Edificio de Mafra.
En la actualidad, la imagen del Señor Jesús de los Pasos sale de la basílica y se encuentra con la imagen de Nuestra Señora durante su recorrido, y al final de la procesión se lleva a cabo el sermón del Encuentro.

#### Procesión de Penitencia de la Tercera Orden de San Francisco (o "de los Terceros")
Esta procesión, que tiene lugar el cuarto Domingo de Cuaresma, es representativa de la solemnidad y de la grandeza del período barroco en Portugal, y es la única que mantiene los protocolos procesionales sin cambios desde su establecimiento por Frei Matias da Conceição, bibliotecario del Convento de Mafra.

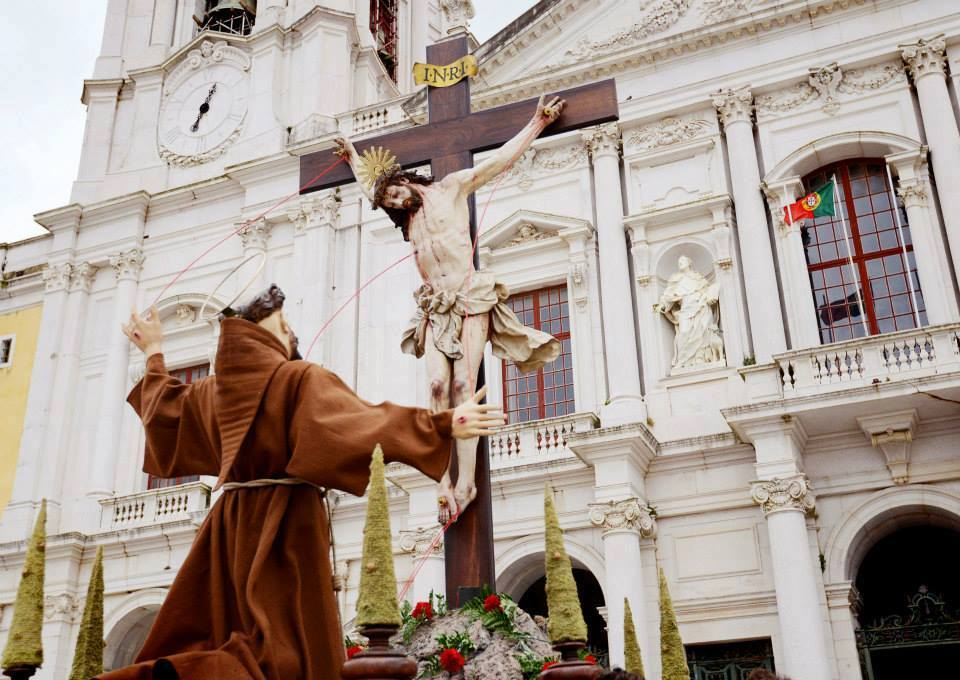
Paso de la Estigmatización de San Francisco.

La primera procesión se llevó a cabo el 27 de marzo de 1740 y fue la solemnidad religiosa que más se relacionó con la gran obra del rey Juan V, el patrón principal en el momento de la institución de la procesión.
Las imágenes de sus 10 pasos, alusivas a la historia de los franciscanos, fueron ejecutadas en su totalidad por el escultor Manuel Dias, conocido como "El Padre de los Cristos". En su mayoría están vestidas con las vestimentas originales, adquiridas por João Pedro Ludovice, hijo de Johann Friederich Ludwig, el arquitecto del Real Edificio de Mafra, por orden del rey Juan V.
La camisa con la que Luis XV de Francia fue consagrado como rey de Francia forma parte del patrimonio de esta procesión. El rey Juan V la donó a la imagen de San Luis, aunque, actualmente, ya no se utiliza en las procesiones.
La procesión está compuesta por varios objetos importantes desde el punto de vista artístico y religioso. Entre ellos se encuentra el llamado “Sol del Apocalipsis”, una pieza de latón dorado que fue realizada en el taller de António Rodrigues Leão, platero de la Casa Real, en 1740. También hay que destacar la conocida como “Cruz de la Penitencia”, hecha en Roma y ofrecida por el rey Juan V en 1740. Esta última es portada por un solo hombre y se cree que es la cruz de penitencia más grande del mundo en uso regular.
La escultura más monumental de la procesión representa a Cristo crucificado, que forma parte del paso de la Estigmatización de San Francisco de Asís, atribuida al genovés Anton Maria Maragliano y ofrecida a la Tercera Orden de San Francisco de Mafra por Domenico Massa, carpintero responsable de la instalación de las campanas en las torres de la basílica.

#### Procesión de los Siete Dolores de Nuestra Señora (o de "la Borriquita")

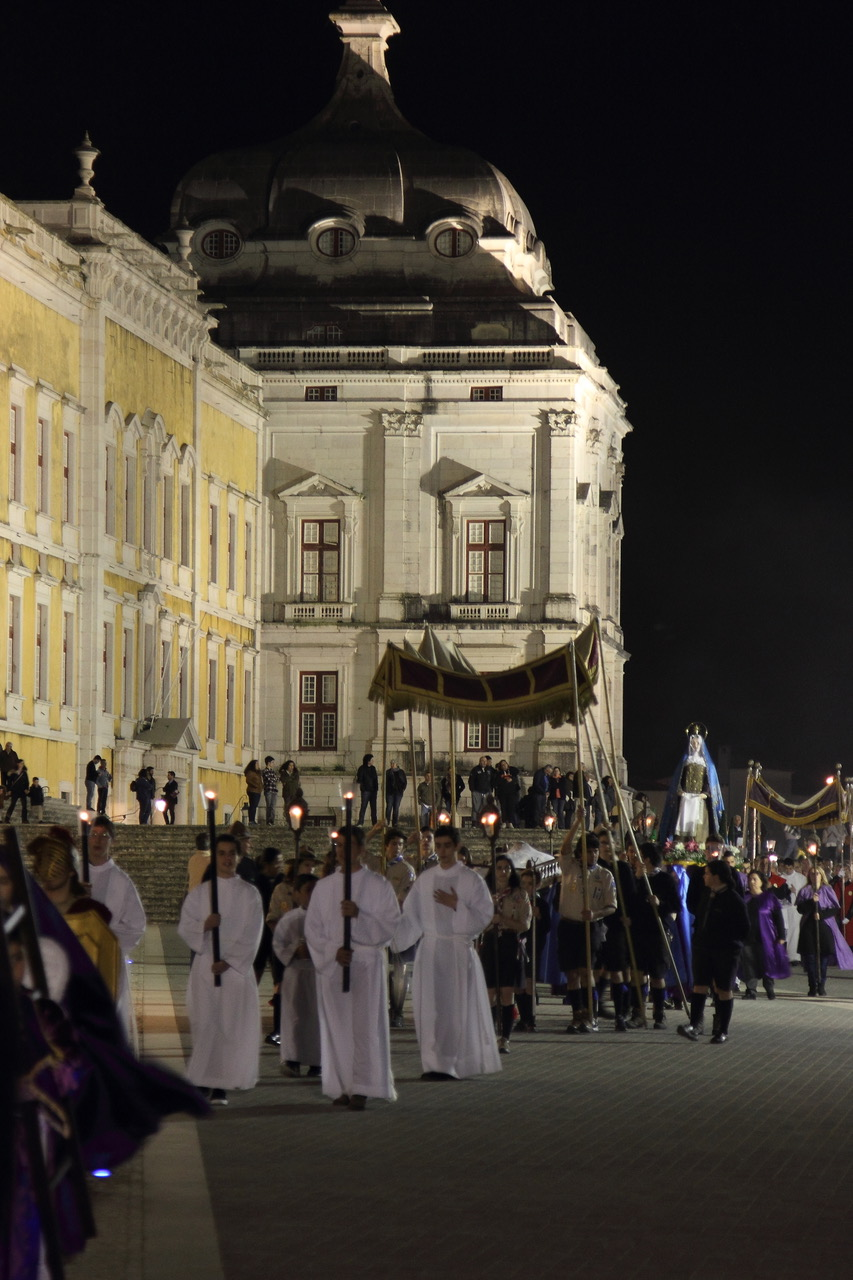
Procesión del Entierro del Señor en el Viernes Santo, Mafra.

La Hermandad de Nuestra Señora de los Dolores, instituida en 1779 en la antigua Colegiata de San Andrés de Mafra, promovió la primera procesión en el año 1793.
Esta procesión tiene lugar el Domingo de Ramos, el domingo siguiente al Viernes de Dolores en el que se celebra la Fiesta de los Siete Dolores de Nuestra Señora.
El cortejo está compuesto por 7 pasos alusivos a los Siete Dolores de la Madre de Jesús, y un octavo, con la imagen de Nuestra Señora de los Dolores.
El conjunto tiene alrededor de 50 imágenes, atribuidas al escultor Joaquim José de Barros Laborão, uno de los últimos maestros de la Escuela de Escultura de Mafra, según Armindo Ayres de Carvalho.
El nombre popular de esta procesión, que se conoce en Mafra como la Procesión de la Borriquita, se origina en el paso de la Huida a Egipto, en el que la Virgen está representada montada en una borriquilla.
La procesión fue suprimida en 1894 y reiniciada en 1954.

#### Procesión del Entierro del Señor
Esta procesión tiene lugar el Viernes Santo.
No se sabe cuándo comenzó esta procesión. En 1773, la Tercera Orden de Penitencia de San Francisco pagó una nueva imagen de Nuestra Señora de la Soledad, que es la misma que actualmente sale en procesión por las calles de Mafra.
Esta es una de las procesiones más solemnes, ya que marca la muerte de Jesús.
El cortejo fúnebre, hecho en silencio, solo es acompañado por los lamentos de Verónica y de las Tres Marías. Esta antigua tradición de Mafra está acompañada por el Centurión, vestido con sus ropas originales del siglo XVIII, una figura típica de la memoria popular de Mafra.

## Ceremonias del Jueves Santo

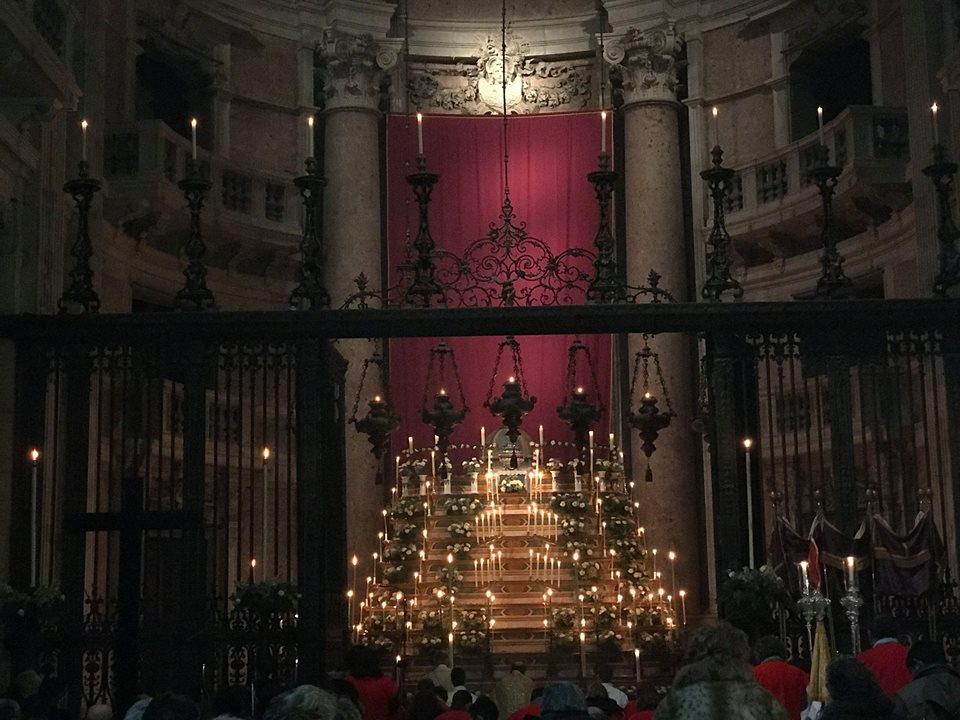
Trono eucarístico de la Real Basílica de Mafra.

La noche del Jueves Santo, tras la Misa in Coena Domini, el Santísimo Sacramento es portado en procesión solemne bajo una umbela de plata. El cortejo parte desde el altar de la Real Basílica de Mafra hasta un trono monumental colocado en una de las capillas del crucero de la misma Real Basílica. Tras la procesión eucarística, se realiza la adoración del Santísimo Sacramento.
El trono eucarístico de la Real Basílica de Mafra, realizado en madera de roble dorada y policromada, se sometió a una exhaustiva intervención de conservación y restauración en 2018. Tras este proceso, volvió a tener su función de culto a iniciativa de la Real y Venerable Hermandad del Santísimo Sacramento de Mafra y de la parroquia de la misma localidad. Se puede admirar en todo su esplendor durante la noche del Jueves Santo, así como en la solemnidad del Corpus Christi.
Se cree que su estructura actual fue un encargo del tercero cuarto del siglo XVIII, realizada a imagen y semejanza del trono original del reinado de Juan V, fundador de la basílica. Este trono, por su dimensiones, es idéntico al anterior, que era encendido mediante 440 velas, lo que correspondía a más de 62 arrobas de cero (aproximadamente 950 kg.).
En su origen, el trono era instalado en la capilla de la Coronación de la Virgen. Actualmente, es colocado alternativamente en la ya citada capilla o en el altar de la Sagrada Familia para depositar en él la reserva del Santísimo Sacramento, en una urna de plata que data de 1738. El montaje del trono requiere un mínimo de diez personas.